# Tetraponera encephala
Tetraponera encephala är en myrart som först beskrevs av Santschi 1919.  Tetraponera encephala ingår i släktet Tetraponera och familjen myror. Inga underarter finns listade i Catalogue of Life.